# Seks nocy letniej
Seks nocy letniej (A Midsummer Night’s Sex Comedy) – amerykańska komedia z 1982 roku w reżyserii i ze scenariuszem Woody’ego Allena. Była luźno inspirowana sztuką Szekspira Sen nocy letniej, a bardziej bezpośrednio filmem Uśmiech nocy Ingmara Bergmana z 1955 roku.
Jest pierwszym z trzynastu filmów Allena z udziałem jego ówczesnej partnerki życiowej Mii Farrow. Jest również jedynym obrazem tego reżysera, który otrzymał niechlubną nominację do Złotej Maliny. Ścieżka dźwiękowa w całości składa się z kompozycji Felixa Mendelssohna-Bartholdiego. Jego słynny marsz weselny stanowi tło dla napisów początkowych filmu.

## Fabuła
Film rozgrywa się w wiejskiej posiadłości, niedaleko Nowego Jorku, na początku XX wieku. Jej właścicielem jest Andrew, doradca inwestycyjny i wynalazca-amator. Cała akcja trwa niespełna dwa dni, w weekend poprzedzający kameralny ślub dużo starszego kuzyna żony Andrew, który ma się odbyć na terenie posiadłości. W ciągu nieco ponad doby bohaterowie zaczynają podkochiwać się w sobie i pożądać się, jednak w zupełnie innych konfiguracjach par niż te, w jakich tu przyjechali.

## Obsada
- Woody Allen jako Andrew
- Mia Farrow jako Ariel
- José Ferrer jako Leopold
- Julie Hagerty jako Dulcy
- Tony Roberts jako Maxwell
- Mary Steenburgen jako Adrian